# نازول

## جمعیت
این روستا در دهستان سامن قرار دارد و براساس سرشماری مرکز آمار ایران در سال ۱۳۹۵، جمعیت آن ۳۵۵ نفر (۱۲۵خانوار) بوده‌است. این روستا در فاصله بین سامن و شهرستان ملایر قرار دارد و در گذشته دارای چشمه‌های بسیار بود.